# Sigmund Hager von Allentsteig
Sigmund (I.) Hager von Altensteig (auch Haager von Altensteig; * um 1440; † 18. Februar 1521) ist die erste bedeutende Person des alten niederösterreichischen Adelsgeschlechts der Hager von Allentsteig. Von 1502 bis 1517 war er niederösterreichischer Landuntermarschall.

## Leben
Sigmund war der Sohn von Thomas Hager zu Sitzenthal (genannt 1419) und Christina von Puelach (=Pielach?) Tochter eines N.N. Puelacher und Anna von Eytzing.
Sigmund Hager wird in einer Urkunde von 1470 von Friedrich III. genannt, als er ein Gut zu Paasdorf aufgesandet hatte.
1490 war er kaiserlicher Landeshauptmann zu Krems. Als Herr auf Winkelberg war Sigmund Vogtherr der Kirche zu Kirchberg am Wagram und Pfleger zu Eggenburg.
Kaiser Friedrich IV. belehnte Sigmund Hager 1492 mit dem Schloss Mattersdorf. 1499 kaufte der Hager von Sigmund Puelacher zu Wisent die Hälfte der Stadt und Herrschaft Allentsteig um 600 Pfund Pfennige. Sein Vorfahr Hans Hager hatte Allentsteig schon kurz als Lehen des Otto von Maissau gepachtet. Seit dieser Zeit nennen sich die Haager nach diesem Schloss.
Von 1502 bis 1517 war Sigmund Hager niederösterreichischer Landuntermarschall und führte als solcher den Vorsitz auf dem Landtage zu Krems am Michaelstage 1508. Er war ein Anhänger Martin Luthers, den er in Wittenberg persönlich besuchte. Schloss Allentsteig war daher ein Zentrum der Reformation in ihren Anfängen.

## Ehen und Kinder
Sigmund ehelichte zuerst Dorothea von Hohenwarth, mit der er zwölf Kinder hatte. 1484 heiratete er Elisabeth von Pottenbrunn († 1513), Tochter von Sigmund von Pottenbrunn und Barbara von Liechtenberg. Aus dieser zweiten Ehe stammen noch zwölf Kinder. Von diesen waren folgende am bedeutendsten:
- Georg Hager, siebenter Sohn aus erster Ehe Deutschordens-Ritter und Comenteur der Kommende Graz / Leechkirche
- Sebastian Hager (* um 1494; † 9. November 1565), in zwei Ehen mit erstens Christina Eybersteiner und zweitens 1534 Anna Enenckel (* um 1515; † 12. Mai 1607) Tochter von Freiherr Christoph Enenckel zu Albrechtsberg an der Pielach und Ursula Loiser, hatte er zwanzig Kinder.
- Veit Hager (* um 1496; † 4. März 1560) Herr zu Petzenkirchen, Liechtenfels und Alt-Lembach, 1536 nö Regimentsrat, 1539 Hofrat. Hatte mit Susanna Wolfsberger Tochter von Peter Wolffsberger und N.N. Leobenstorffer, Witwe des Roman Geyer von Osterburg, sieben Kinder
- die Töchter heirateten in die Familien Wisent, Dürnbacher, Fronberg und Volkra ein.